# Букола Ориола
Букола Ориола (енгл. Bukola Oriola; рођена 1976) је нигеријско-америчка новинарка.

## Биографија
Рођена је 1976. у Нигерији, где је шест година радила као новинарка о образовању док је тамо живела. Године 2005. је дошла у Сједињене Америчке Државе са двомесечном радном дозволом како би покрила састанак Генералне скупштине Уједињених нација у Њујорку. Удала се за америчког држављанина који ју је спречио да успостави међуљудске односе са било ким осим са њим. Подчинио ју је животу неслободног рада, запленивши јој сву зараду. У свом дому је на овај начин била затворена две године.
Данас живи у округу Анока са сином Семјуелом Џејкобсом. Ради као говорник, аутор, ментор, адвокат и предузетник. Сарадник је Међународног института за новинарство Немачке. Написала је и сама објавила књигу Imprisoned: The Travails of a Trafficked Victim о својим искуствима са трговином људима. Августа 2013. се појавила на панелу за дискусију након пројекције документарног филма Not My Life у дворани Cowles Auditorium.
Председник Барак Обама ју је 16. децембра 2015. именовао за члана Саветодавног савета Сједињених Америчких Држава за трговину људима, а председник Доналд Трамп ју је поново именовао на исту функцију априла 2018. Добитница је националне награде Cadbury за новинаре у образовању 2005. Основала је непрофитну организацију The Enitan Story августа 2013. како би се залагала и оснажила жртве трговине људима.